# Rådanesjön
Rådanesjön eller Bodanesjön är en sjö i Färgelanda kommun och Vänersborgs kommun i Dalsland och ingår i Göta älvs huvudavrinningsområde. Sjöen heter egentligen Rådanesjön, men kallas Bodanesjön i statens redovisning, eftersom den del som är närmast utloppet kallas så, och redovisningen baseras på utlopp. Utloppet ligger på själva kommungränsen, men man har valt att räkna sjön till Vänersborgs kommun. Rådanesjön är förgrenad och består av fyra ganska smala vikar, i norr Sjöbottenviken, i syd från väst till öst, Noreviken, Rådaneviken och Bodanesjön. Sjön har samma vattennivå som Kuserudssjön, en liten sjö dit det går att åka med små öppna båtar under en bro som tillhör länsväg 173.
Sjön är 7,5 meter djup, har en yta på 1,44 kvadratkilometer och är belägen 71,2 meter över havet. Sjön avvattnas av vattendraget Bodaneälven som rinner till sjön Hästefjorden, som i sin tur avvattnas av Frändeforsån som sedan blir Dalbergsån som rinner ut i Vänern. De största tilflödena är Flagerån (som rinner genom sjön Långhalmen) och Bollungsbäcken (som rinner från Bollungssjön).

## Delavrinningsområde
Rådanesjön ingår i det delavrinningsområde (649818-128666) som SMHI kallar för Utloppet av Bodanesjön. Medelhöjden är 107 meter över havet och ytan är 28,29 kvadratkilometer. Räknas de 6 avrinningsområdena uppströms in blir den ackumulerade arean 109,2 kvadratkilometer. Dalbergsån som avvattnar avrinningsområdet har biflödesordning 2, vilket innebär att vattnet flödar genom totalt 2 vattendrag enligt statens redovisning innan det når havet efter 189 kilometer. Dock anses det via vattendragens namngivning vara fyra vattendrag, Bodaneälven, Frändeforsån, Dalbergsån och Göta älv. Avrinningsområdet består mestadels av skog (71 procent). Avrinningsområdet har 2,3 kvadratkilometer vattenytor vilket ger det en sjöprocent på 8,1 procent. De största övriga sjöarna i delavrinningsområdet uppströms är Långhalmen, Bollungssjön och Näsvattnet.